# Walter R. Kramer
Walter R. Kramer (* 22. August 1914 in Buchs SG; † 15. Oktober 1995) war ein US-amerikanischer Badmintonspieler.

## Karriere
Walter Kramer gewann bei den 1937 erstmals ausgetragenen offenen US-Meisterschaften den Titel im Herreneinzel. Im Finale besiegte der 24-jährige Kramer vom Detroit Badminton Club den Malaysier Ong Hock Sim mit 15:10 und 15:4 und sorgte somit dafür, dass der erste US-Titel auf dem amerikanischen Kontinent blieb. Im Folgejahr konnte er seinen Titel in dieser Disziplin verteidigen.

## Sportliche Erfolge
| Saison | Veranstaltung | Disziplin    | Platz | Name             |
| ------ | ------------- | ------------ | ----- | ---------------- |
| 1937   | US Open       | Herreneinzel | 1     | Walter R. Kramer |
| 1938   | US Open       | Herreneinzel | 1     | Walter R. Kramer |